# La mia generazione
La mia generazione es una película italiana de 1996 dirigida y escrita por Wilma Labate y protagonizada por Claudio Amendola, Silvio Orlando y Francesca Neri. Ganó el premio Grolla d'oro en la categoría de mejor película y fue escogida como la candidata italiana para optar por el premio a mejor película extranjera en los Premios Óscar de 1997.

## Sinopsis
Braccio (Amendola), un preso político, es llevado de Sicilia a Milán por un capitán de los Carabinieri (Orlando). Allí, arregla reuniones para que el preso pueda ver a su antigua novia (Neri). El capitán le hace saber que seguirá teniendo este tipo de privilegios, y quizás pronto la libertad, si denuncia a uno de sus compañeros fugitivos, probablemente asesino de un policía. Braccio se niega y es llevado de vuelta a Sicilia.

## Reparto
- Claudio Amendola es Braccio
- Silvio Orlando es el capitán
- Francesca Neri es Giulia
- Stefano Accorsi es Bonoli
- Anna Melato es Elena
- Vincenzo Peluso as Concilio
- Hossein Taheri es Caruso
- Arnaldo Ninchi es Penzo